# 波利索
波利索（法語：Polisot，法語發音：[pɔlizo]）是法国奥布省的一个市镇，属于特鲁瓦区。

## 地理
波利索（48°4'18"N, 4°22'19"E）面积10.52 平方千米，位于法国大東部大區奥布省，该省份为法国中北部省份，北起马恩省，西接塞纳-马恩省，西南至约讷省，东南至科多尔省，东临上马恩省。
与波利索接壤的市镇（或旧市镇、城区）包括：阿雷勒、塞纳河畔巴尔、乌尔斯河畔塞勒、波利西、维勒莫里安。

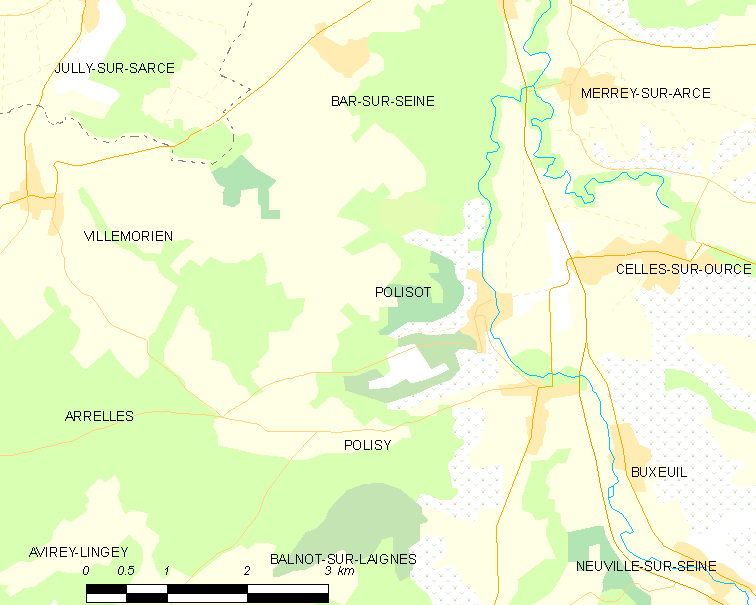
波利索的OSM定位图

波利索的时区为UTC+01:00、UTC+02:00（夏令时）。

## 行政
波利索的邮政编码为10110，INSEE市镇编码为10295。

## 政治
波利索所属的省级选区为塞纳河畔巴尔县。

## 人口

1962-2008年间波利索人口变化图示

波利索于2022年1月1日时的人口数量为322人。